# Zoopark Vyškov
Zoo Park Vyškov je zoologická zahrada ve Vyškově. Provozována je jako příspěvková organizace pod názvem ZOO PARK Vyškov. Je zaměřena především na chov domácích i hospodářských zvířat z celého světa. Chová 1197 zvířat ve 123 druzích nebo plemenech na ploše 4 ha.

## Historie
Původní zookoutek byl založen v dubnu 1965 Zdeňkem Sokolíčkem (1921–1994) a 8. srpna 1965 byl slavnostně otevřen. Celý projekt „Koutek živé přírody“ byl vybudován na ploše 30 × 15 metrů za pomoci brigádníků a zápalu pro věc. Na této ploše bylo umístěno přibližně 20 druhů zvířat. Malá zoologická zahrada se zaměřovala převážně na primitivní domácí zvířata. Zahrada od svého vzniku procházela obdobím rozkvětu, ale i doslova živořením. V roce 1972 proběhla výstavba nové části zookoutku na pozemku školního statku. Zookoutek tak zvětšil svou plochu na 1,6 ha. V 80. a 90. letech se zookoutek stal na čas zimovištěm cirkusových zvířat. Nejkritičtějším byl rok 1990, kdy se rozhodovalo o celém uzavření areálu.
Příchodem nového ředitele Josefa Kachlíka v roce 1991 se realizoval záměr vybudovat z této zahrady moderní zoo. Prvním jeho počinem byla stavba Babiččina dvorečku (1994–1995); vzorem k této stavbě bylo berlínské zoo. V něm přichází návštěvníci do přímého kontaktu s domácími zvířaty. 
V letech 1999–2021 byly realizovány stavby správní budovy s výukovým sálem a veterinární ošetřovny, rekonstruovány byly výběhy a stáje srubového typu pro velká zvářata. V tomto období došlo k odstranění množství mříží a platů, aby se návštěvníkům umožnil bezbariérový pohled na zvířata. 

### Rekonstrukce v roce 2006

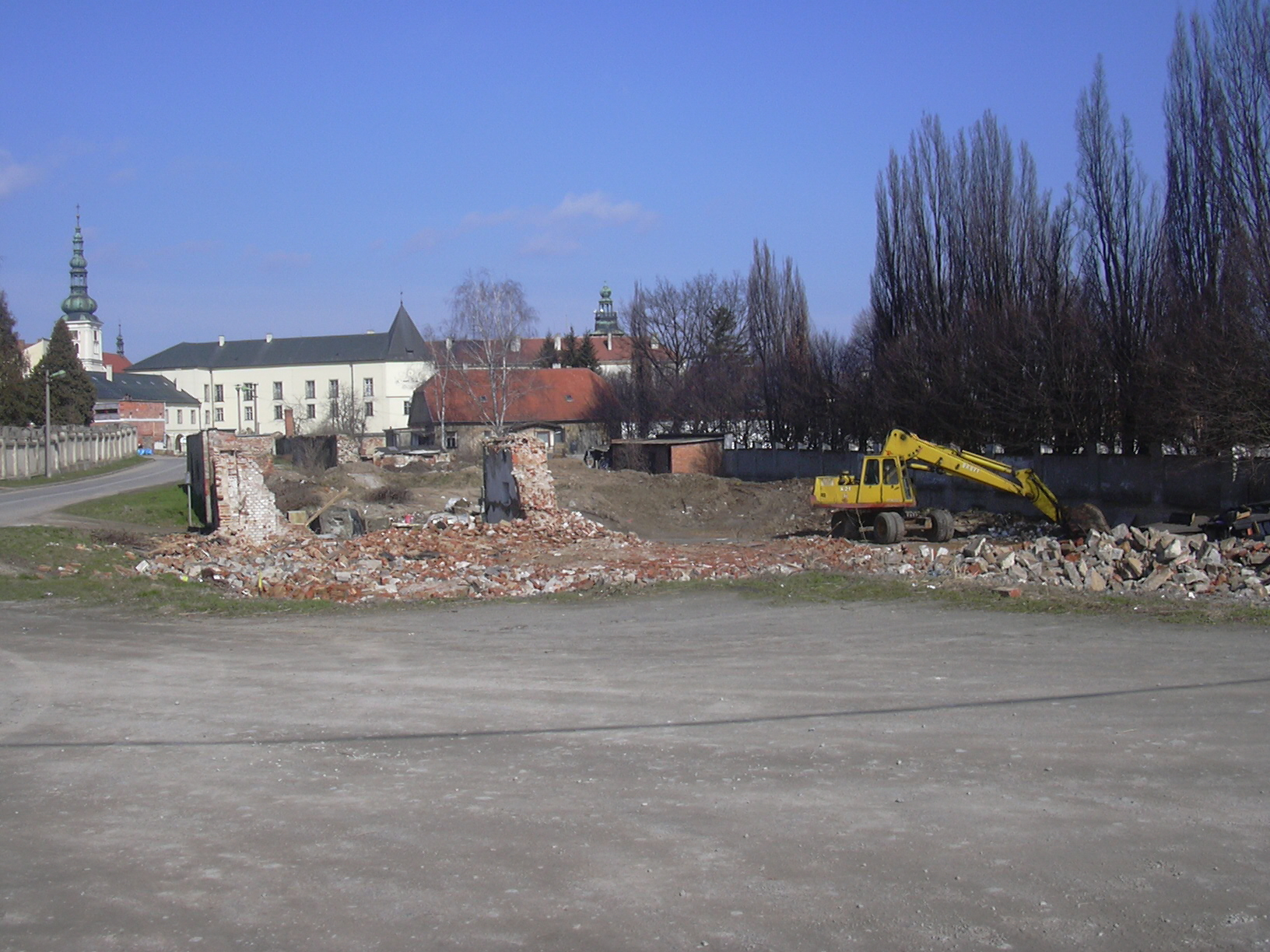
Úpravy příjezdové cesty k zooparku 2007

V roce 2006 proběhla rozsáhlá rekonstrukce celého areálu, která zahrnovala nový vstupní areál s prodejnou suvenýrů a sociálním zařízením. Byly vystavěny nové výběhy pro domácí zvířata Afriky, Asie a Jižní Ameriky. V areálu bylo vybudováno dětské hřiště, venkovní terasa s občerstvením a restaurace s ubytovacími prostory. Před vstupem bylo vybudováno nové rozlehlé parkoviště. Plocha celé zoo se tím více než zdvojnásobila, z 1,6 ha na 4 ha.

### Rekonstrukce v roce 2007
V roce 2007 proběhly úpravy celého okolí zooparku. Byla vystavěna nová silnice přímo k zooparku, od křižovatky od obchodního domu Lidl. Zmizelo  zbořeniště mezi hřbitovem a zámeckou zahradou u příjezdové cesty k zoo. Byla vysazena nová zeleň a celé parkoviště před zooparkem se dočkalo atraktivnějšího vzhledu.

### Další úpravy areálu a rekonstrukce
- 2008 – pavilon hrabavé drůbeže
- 2009 – expozice kočky sibiřské
- 2010 – expozice pro lemury
- 2011 – průchozí ptačí voliéra, centrum environmentální výchovy Hanácký statek
- 2013 – expozice nutrií domácích
- 2014 – nový pavilon malp plačtivých
- 2023 – modernizace expozice vodní drůbeže[6]
- 2024 – vodní dětské hřiště, rekonstrukce Babiččina dvorečku (dláždění, přivod pitné a odvod dešťové vody)

### Návštěvnost
| Rok               | 2004   | 2005   | 2006    | 2007    |
| Počet návštěvníků | 33 508 | 36 476 | 180 000 | 241 376 |

V roce 2004 navštívilo Zoopark Vyškov 33 508 osob. V roce 2006 se oproti roku 2005 návštěvnost zvětšila pětkrát: z 36 476 na 180 000 návštěvníků. Po spojení s unikátním DinoParkem v roce 2006 se tak Zoopark Vyškov stal jednou z nejnavštěvovanější atrakcí na Jižní Moravě vůbec. V roce 2007 Zoopark a DinoPark navštívilo historicky rekordních 241 376 platících návštěvníků.

## Výčet chovných zvířat

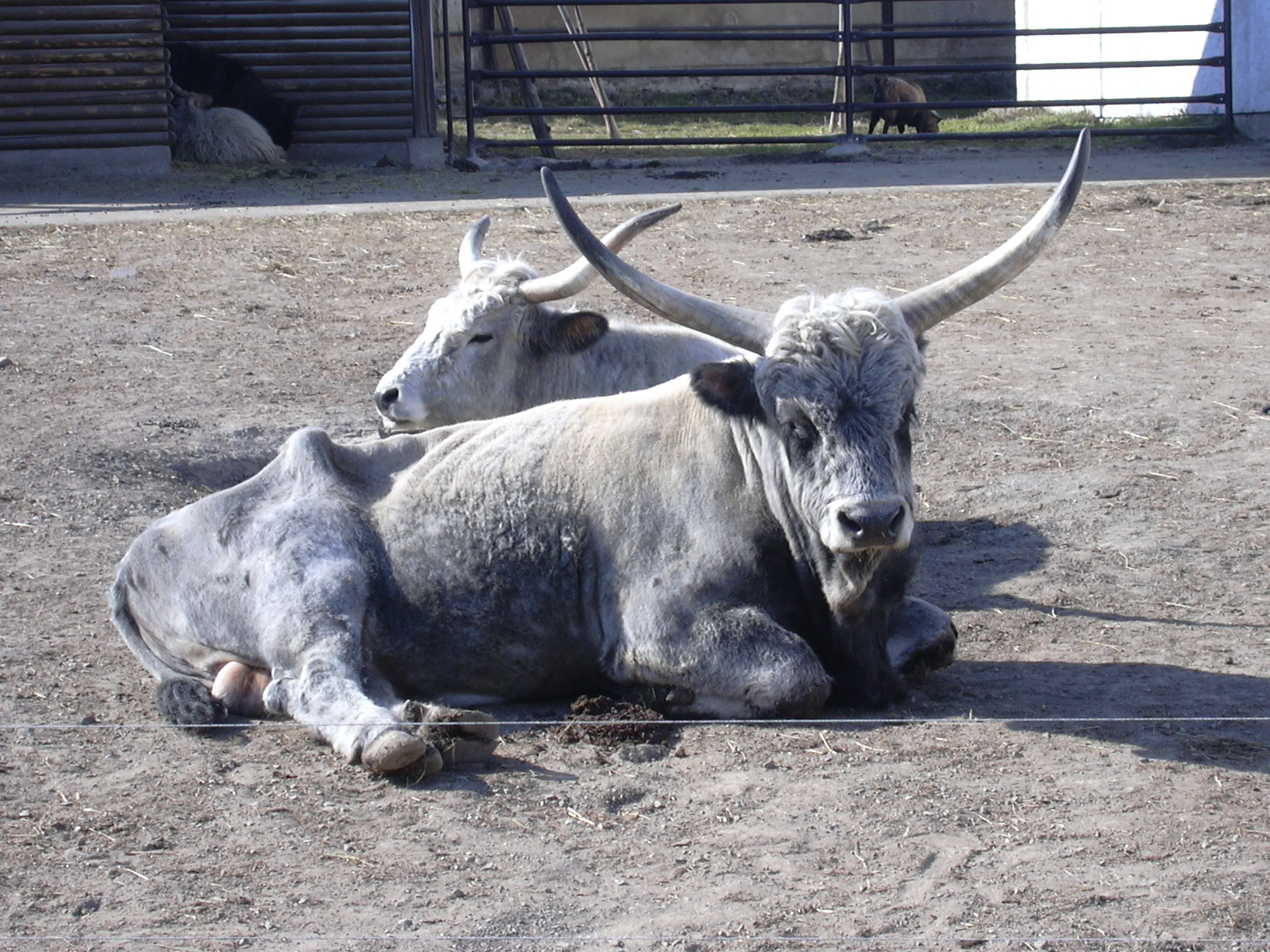
Skot stepní uherský (Bos primigenius f. taurus)

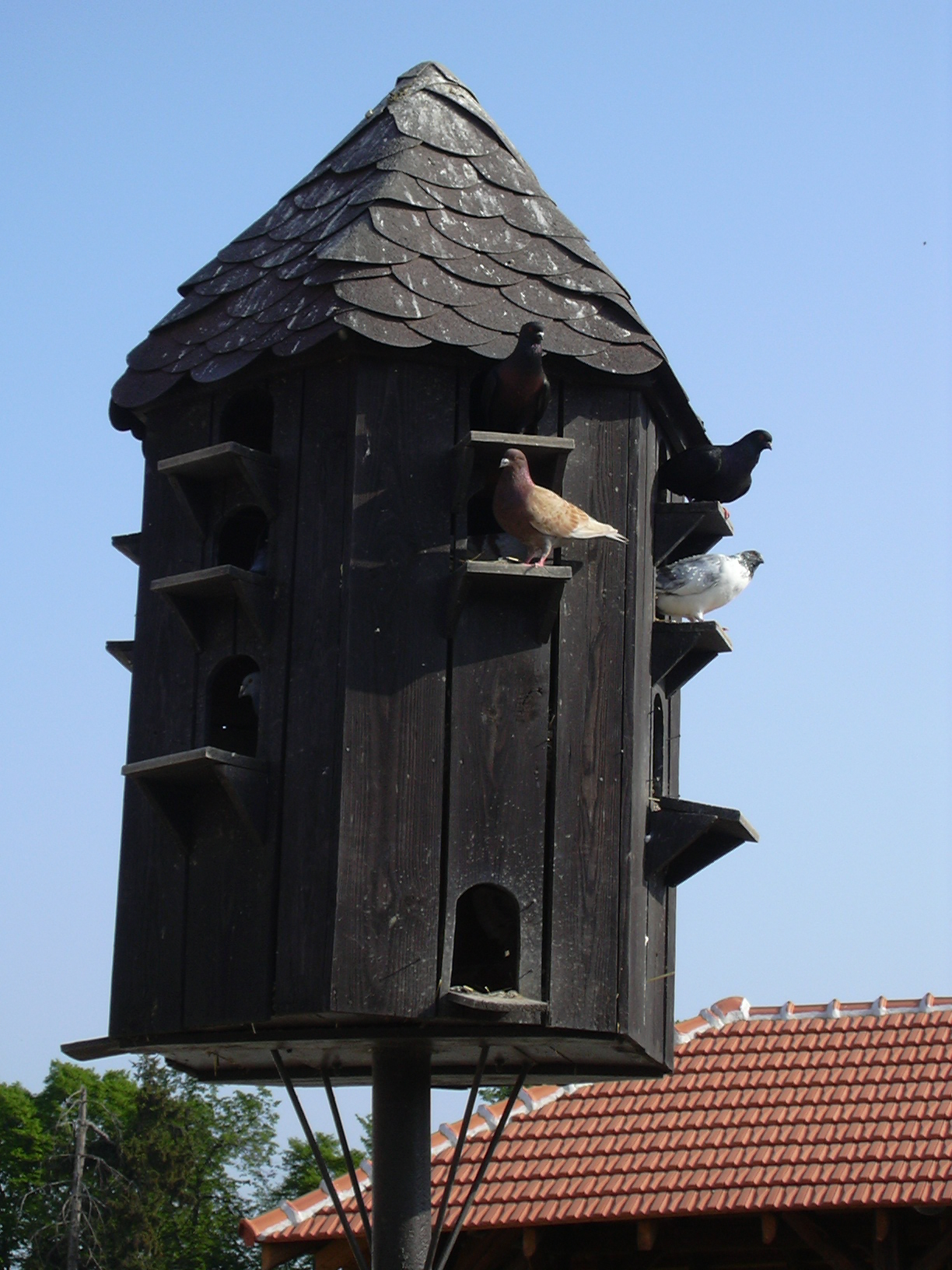
Holubník na Babiččině dvorečku

- Hlodavci – morče domácí (Cavia aperea f. porcellus)18 plemen králíka domácího (Oryctolagus cuniculus)
- Lichokopytníci – kůň shirský (Equus caballus f. caballus), osel domácí (Equus africanus f. asinus), pony shetlandský (Equus caballus f. caballus), kůň fjordský (Equus caballus f. caballus)
- Primáti – lemur kata (Lemur catta)
- Sudokopytníci – buvol domácí (Bubalus arnee f. bubalis), koza domácí bílá (Capra aegagrus f. hircus), koza domácí kamerunská (Capra aegagrus f. hircus), koza domácí karpatská (Capra aegagrus f. hircus), koza domácí kašmírská (Capra aegagrus f. hircus), koza domácí walliská (Capra aegagrus f. hircus), ovce domácí romanovská (Ovis ammon f. aries), ovce domácí cápová (Ovis ammon f. aries), ovce domácí kamerunská (Ovis ammon f. aries), ovce domácí vřesovištní (Ovis ammon f. aries), ovce domácí quessantská (Ovis ammon f. aries), lama krotká (Lama guanicoe f. glama), prase domácí mangalica (Sus scrofa f. domestica), skot skotský náhorní (Bos primigenius f. taurus), skot stepní uherský (Bos primigenius f. taurus), velbloud dvouhrbý (Camelus bactrianus), watussi (Bos primigenius f. taurus), zebu zakrslý (Bos primigenius f. taurus), velbloud jednohrbý (Camelus dromedarius)
- Ryby – karas stříbřitý (Carassius auratus), kapr obecný nishikigoi (Cyprinus carpio)
- Želvy – želva nádherná (Trachemys scripta)
- Ptáci
  - brodiví – čáp bílý (ciconia ciconia)
  - dravci – káně lesní (Buteo buteo),poštolka obecná (Falco tinnunculus)
  - měkkozobí – holub domácí (Columba livia f. domestica)
  - nanduové – nandu pampový (Rhea americana)
  - papoušci – papoušek vlnkovaný (Melopsittacus undulatus)
  - pěvci – krkavec velký (Corvus corax)
  - sovy – puštík obecný, výr velký
  - vrubozobí – husa domácí landéská (Anser anser f. domestica), husa velká (Anser anser), kachna domácí indický běžec (Anas platyrhynchos f. domestica), labuť velká (Cygnus olor), pižmovka velká domácí (Cairina moschata f. domestica), husa domácí labutí (Anser anser f. domestica), kachnička karolínská (Aix sponsa), kachnička mandarinská (Aix galericulata),
  - hrabaví – bažant zlatý (Chrysolophus pictus), kur domácí brahmánka (Gallus gallus f. domestica), česká zlatá kropenka (Gallus gallus f. domestica), kur domácí japonka (Gallus gallus f. domestica), kočinka zakrslá (Gallus gallus f. domestica), kur zakrslý rousný (Gallus gallus f. domestica), páv korunkatý (Pavo cristatus), perlička domácí (Numida meleagris f. domestica), malajská bojovnice (Gallus gallus f. domestica),kur bankivský (Gallus gallus f. domestica)

## Další expozice
Součástí areálu zooparku je od roku 2011 i replika hanáckého statku z přelomu 19. a 20. století s expozicí tradičního venkovského života a centrem environmentální výchovy, v němž jsou interaktivní expozice s ekologickými tématy. Součástí zooparku je od roku 2006 i DinoPark a od roku 2012 také vyškovská hvězdárna v přírodním prostředí Marchanického hájku.

## Zajímavosti

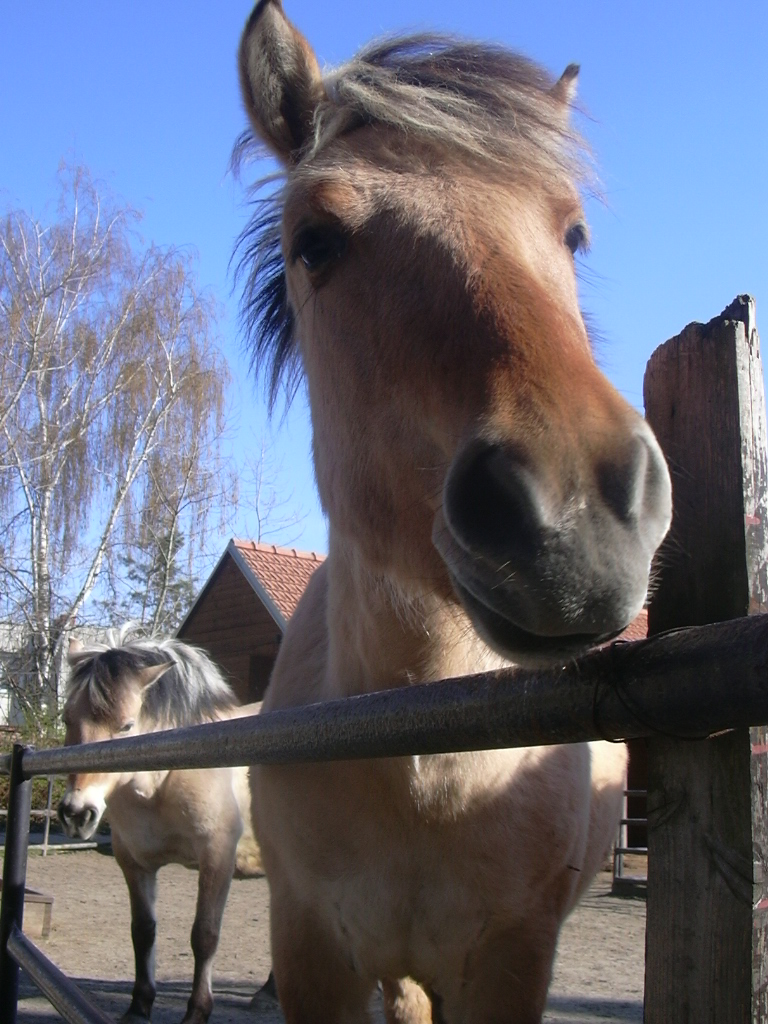
Kůň fjordský

- V průběhu roku 2007 byl otevřen skanzen starých zemědělských strojů.
- V roce 1992 byl zoopark přijat do Euroasijské regionální asociace zoologických zahrad.
- 27. listopadu 2006 byla zoo udělena cena Spokojený zákazník jihomoravského kraje.
- Mezi dětské atrakce patří Babiččin dvoreček s volným vstupem mezi domácí zvířata.
- Zakladatelem chovného stáda koní fjordských byl hřebec Čaromír. Ve filmu Tři oříšky pro popelku na něm jezdil herec Jan Libíček.
- Zoopark Vyškov má společný vchod a vstupné s DinoParkem Vyškov, kde mohou návštěvníci procházet areálem s modely pravěkých ještěrů. Doprava do DinoParku, který se nachází na západním okraji města, je zajišťována silničním vláčkem DinoExpres, jenž návštěvníky mezi oběma areály převáží.

## Galerie

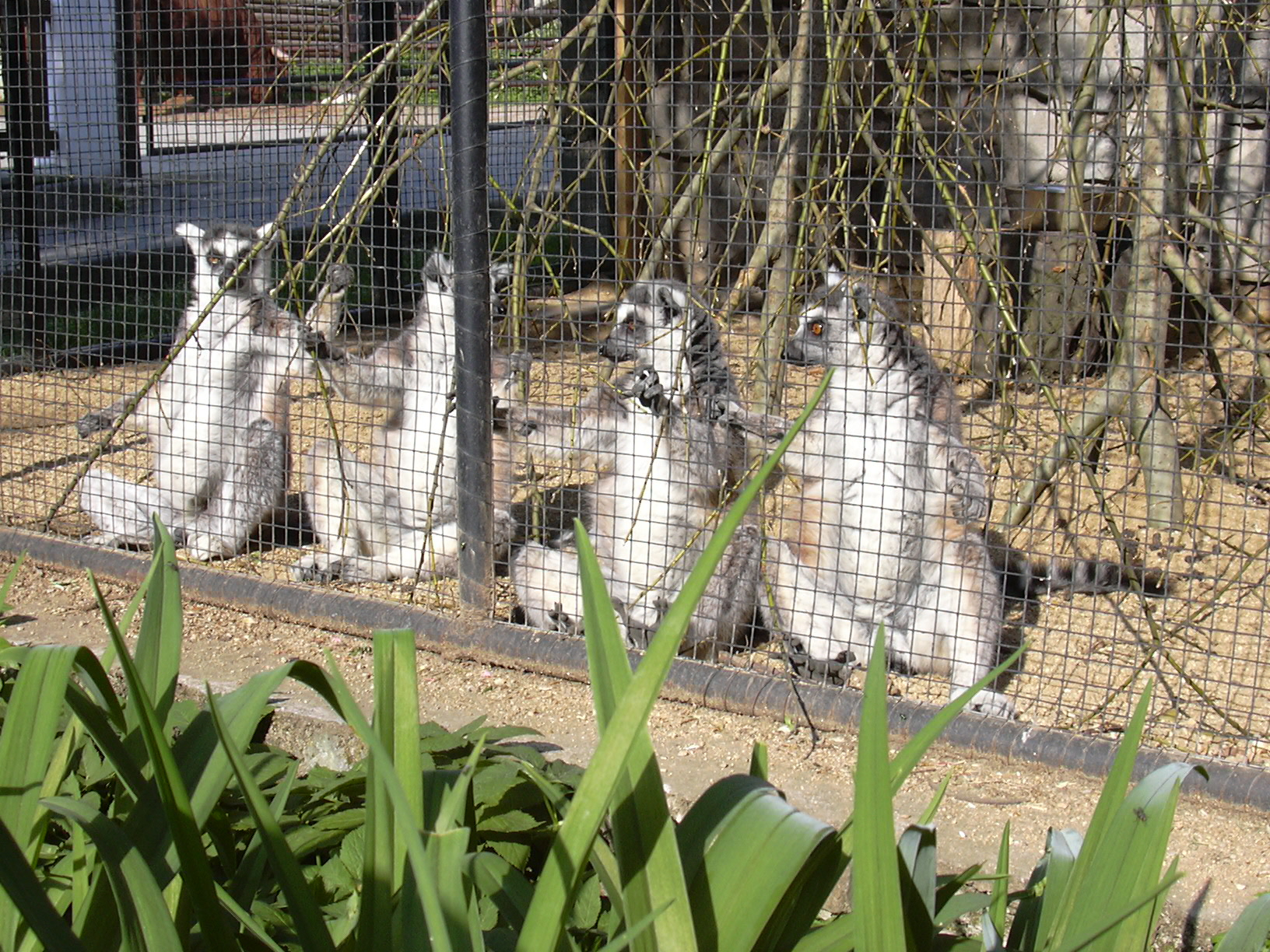
Lemuři kata
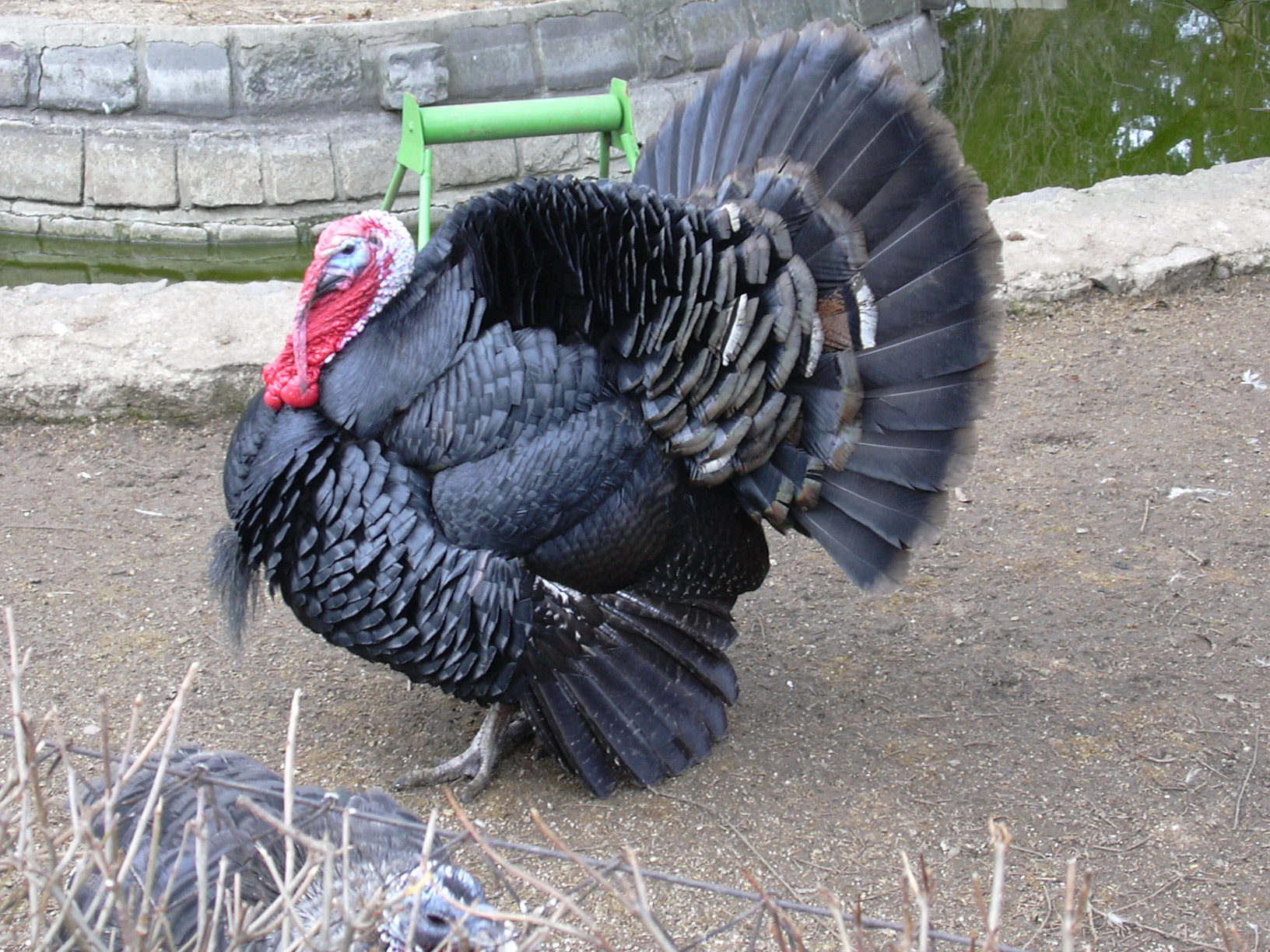
Krocan domácí bronzový (Meleagris gallopavo f. domestica)
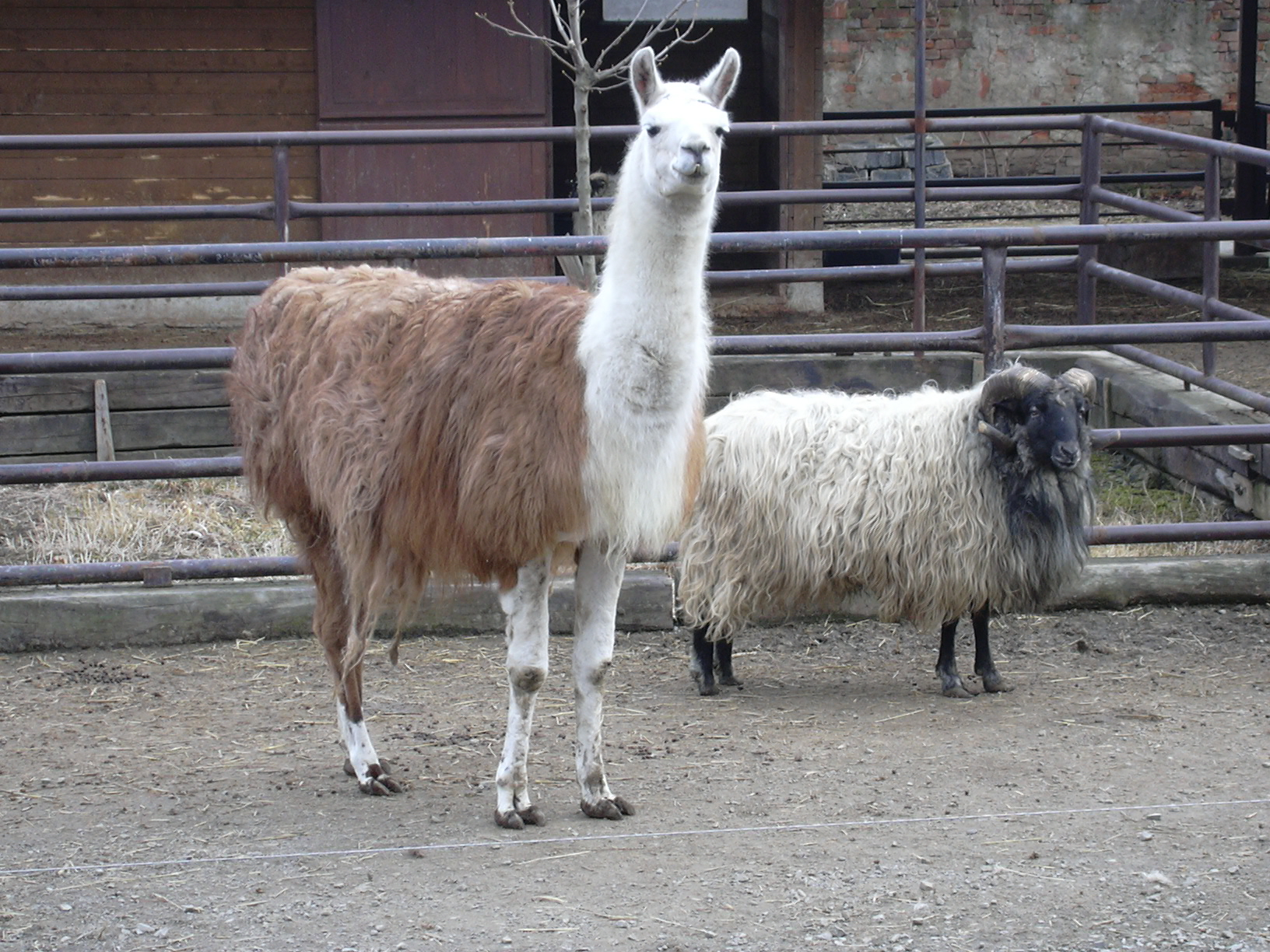
Lama krotká (Lama guanicoe f. glama)
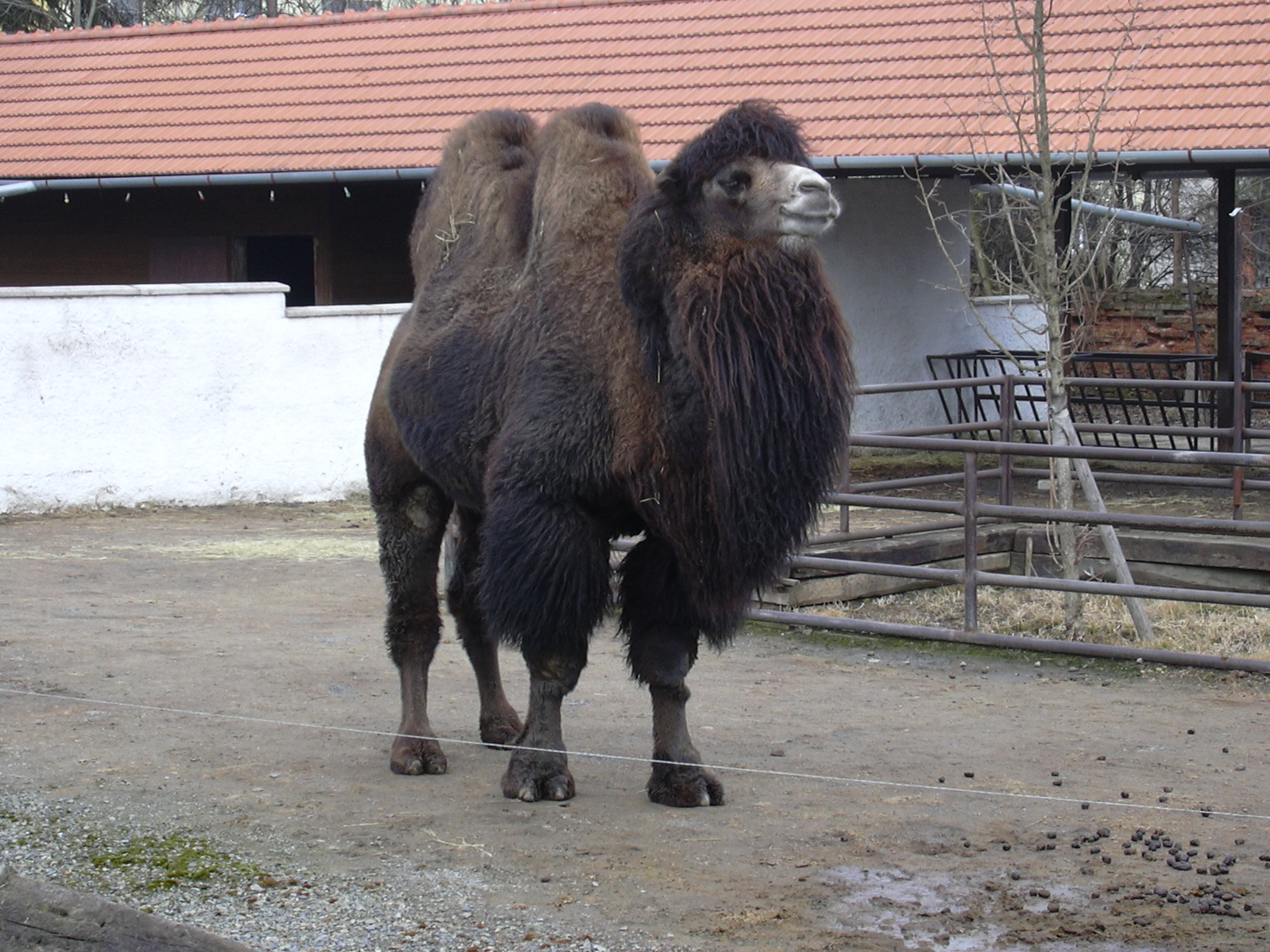
Velbloud dvouhrbý (Camelus bactrianus)
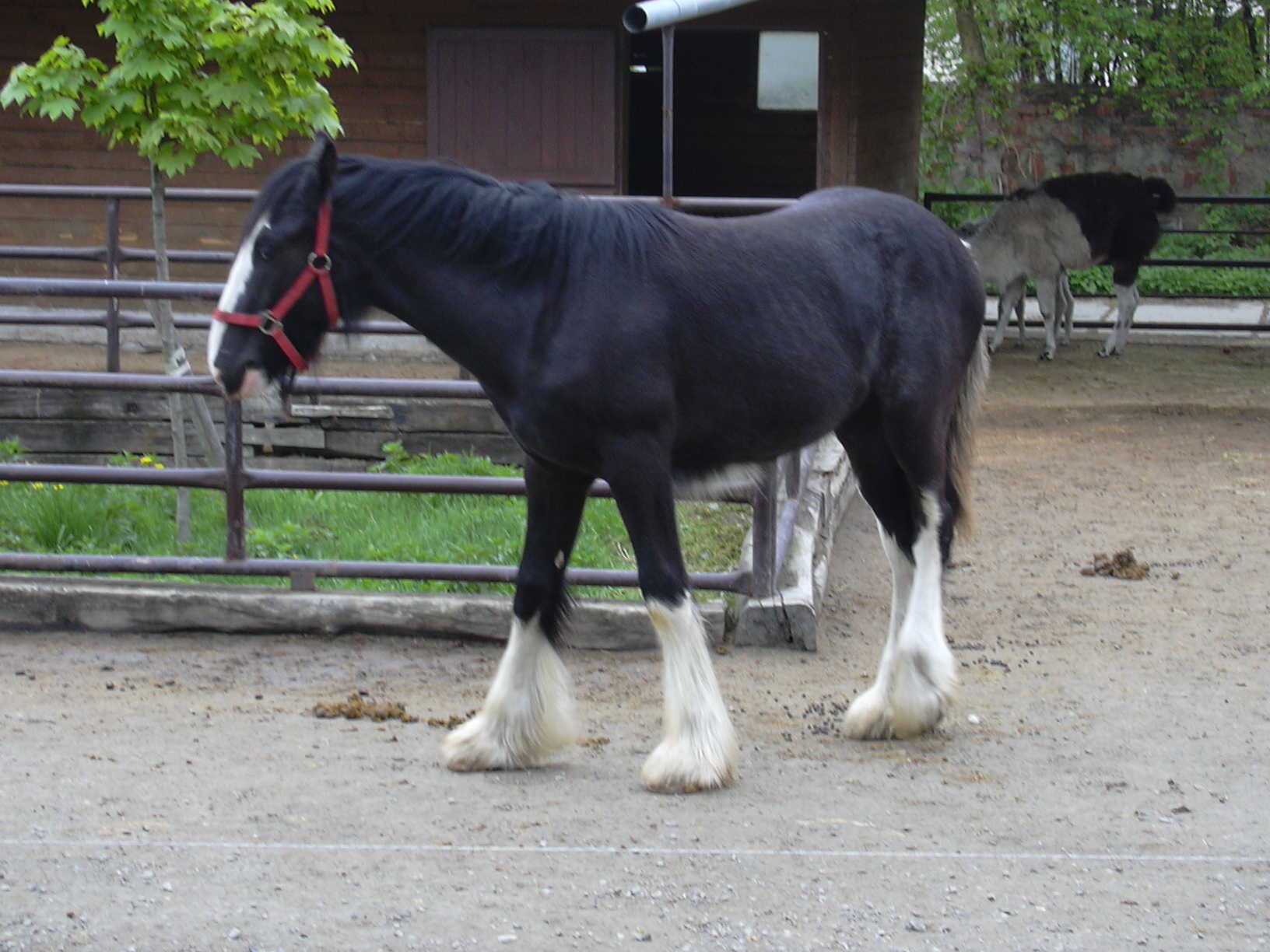
Kůň shirský